# Cryptocarya foetida
Cryptocarya foetida är en lagerväxtart som beskrevs av Richard Thomas Baker. Cryptocarya foetida ingår i släktet Cryptocarya och familjen lagerväxter. Inga underarter finns listade i Catalogue of Life.